# Aiolština
Aiolština je souhrnný název pro skupinu nářečí starořečtiny používaných zhruba v letech 800–330 př. n. l. Jmenuje se podle Aiólů a nářečími z této skupiny se mluvilo především v Bojótii a na Lesbu, ale i v Thesálii a na západním pobřeží Malé Asie severně od Smyrny.
Nejvýznamnější autoři píšící v tomto nářečí byli Alkaios a Sapfó.